# Prisilno raseljavanje u Sovjetskom Savezu
Prisilno raseljavanje u Sovjetskom Savezu ili Sovjetske deportacije (rus.: Депортации народов в СССР, ukr.: Депортація народів у СРСР, bje.: Дэпартацыі ў СССР tj. Deportacije naroda u SSSR-u; polj. Zesłania w ZSRR, tj. Progon u SSSR-u; lit.: Sovietiniai trėmimai; lat.: Padomju deportācijas, tj. Sovjetske deportacije) odnosi se na razdoblje tijekom vladavine Josifa Staljina, od 1930-ih do 1952., kada je Sovjetski Savez provodio prisilna raseljavanja i razmjene stanovništva. Mogu se razvrstati u sljedeće kategorije: deportacije protusovjetskih skupina, tzv. neprijatelja radnika; etničko čišćenje cijelih naroda i narodnosti kako ne bi činili homogenu cjelinu u svojoj republici, a tako ni prijetnju stabilnosti SSSR-a, selidbe radne snage te organizirane migracije, povremeno čak i kolonizacije, u suprotne smjerove, kako bi se izmiješale razne republike i time pojačao njihov „sovjetski karakter”. NKVD-ovi postupci prilikom deportacija uglavnom su slijedili sljedeći obrazac: naoružani agenti opkolili bi rano ujutro ili usred noći neko selo, dali obitelji 15 – 20 minuta za pakiranje, ukrcali ih na kamione odakle bi ih se odvezlo do obližnje željezničke postaje gdje bi ih se ukrcalo u vagone za stoku i odande poslalo u središnju Aziju ili Sibir, ovisno o pojedinačnim skupinama.
U većini slučajeva njihova odredišta bila su udaljena, nenastanjena područja ili gulazi. To uključuje i deportacije nesovjetskih građana iz inozemstva i raseljavanja iz teritorija pod sovjetskom okupacijom. Preko 20 većih skupina zahvaćeno je deportacijama. Od njih je osam naroda potpuno uklonjeno iz svojih domova i iskorijenjeno. Od tih osam, jedan je narod bio katoličke vjeroispovijesti (Nijemci na Volgi), jedan budističke (Kalmici), a ostalih šest bili su muslimani (Čečeni, Inguši, Karačajevci, Balkarci, Krimski Tatari i Mešketski Turci). U tim posebnim naseljima deportirani su stavljeni pod strogi nadzor vlasti i bilo im je zabranjeno napustiti ta područja. Uvjeti u žurno sklopljenim nastambama za deportirane uglavnom su bili nepovoljni pa je prvih godina u radnim kolonijama značajno povećana smrtnost od hladnoće, gladi ili iscrpljenosti. Prema nekim su procjenama sovjetske prisilne migracije raselile oko 6 milijuna ljudi. Broj poginulih zbog posljedica deportacija predmet je procjena zbog toga što su same sovjetske vlasti vodile tek krnje evidencije o smrtnosti među deportiranim skupinama: brojevi ukupno sežu od najmanje 800 000, preko milijun, do visoke procjene od 1 500 000 umrlih.
Deportirani ljudi dobili su dozvolu za povratak nakon što je 1956. Nikita Hruščov održao tajni govor u kojemu je osudio Staljinove zločine, ali mnogi nisu preživjeli te godine prognanstva u Sibiru. Povolški Nijemci i krimski Tatari dobili su dozvolu za povratak tek od 1989. u doba Mihaila Gorbačova, a raspadom SSSR-a neovisna Gruzija 1990.-ih odbila je dati dozvolu Mešketskim Turcima za masovni povratak u njezina područja čime je taj narod osuđen na trajno izgnanstvo u Kazahstanu i Uzbekistanu. Posljedice ovih deportacija osjećaju se i danas te doprinose međuetničkim napetostima i uzrokuju teritorijalne sporove. Suvremeni povjesničari smatraju da su ove operacije etničkog čišćenja bile oblik asimilacije i etnocida prema raznim manjim narodima u bivšem SSSR-u. u Latviji i Estoniji 1990.-ih i 2000.-ih nekoliko je bivših agenata NKVD-a zbog ovih deportacija osuđeno za zločin protiv čovječnosti. Ruska Federacija, nasljednica SSSR-a, nikada nije priznala deportacije kao zločin protiv čovječnosti niti je ijednoj obitelji žrtava isplatila odštetu. Države Istočne Europe i bivšeg tzv. sovjetskog bloka, osobito u Poljskoj, baltičkim državama i Moldaviji, redovito obilježavaju sjećanje na žrtve deportacija te im odaju počast u raznim komemoracijama.

## Raseljavanje društvenih slojeva
Kulaci, bogati seljaci različitih narodnosti, su bili najbrojnija društvena skupina koju su sovjetske vlasti prisilno raselile. U 1930-ima, skoro milijun kulaka raseljeno je diljem SSSR-a, uglavnom u radne kolonije i logore. Državne pismohrane Ruske Federacije navode da je 631 000 seljaka deportirano 1930. Taj se broj kasnije još i povećao. Gotovo 40 % ukupnog broja deportiranih bili su djeca mlađa od 16 godina, koja su morala naučiti snositi odgovornost za vlastiti opstanak.
Genrih Jagoda informirao je Josifa Staljina da je 32 905 osoba naseljeno u Lenjingradu i Murmanskoj oblasti do kraja 1931. Prema tajnoj direktivi SSSR-a iz 20. travnja 1933., kulaci su deportirani u radne logore. 973 693 kulaka deportirano je do siječnja 1935. Među njima je bilo Rusa, Nijemaca, Bjelorusa, Ukrajinaca i drugih naroda. Između 1932. i 1937. čak 632 860 kulaka u izgnanstvu pobjeglo je iz lokacija u kojima su naseljeni, dok ih je 36 700 ponovo vraćeno natrag.
Uvjeti opstanka kulaka u izgnanstvu bili su teški, a 25 % njihovih nadnica oduzeto im je pokrivanje troškova za njihove usluge. Lišeni su ljudskih prava, premda su im 25. siječnja 1935. njihova prava vraćena. U pismu datiranom 23. travnja 1930., sekretar KPSS-a I. A. Serkin pisao je svom nadređenom S. A. Bergavinovu sljedeće: "Na početku, kada se prvi put spomenulo pitanje preseljenja, mnogi od nas nisu to razradili do kraja i nisu ni mogli zamisliti koliko će to biti složeno." Dodao je da, iako je zamišljeno da glavno zanimanje doseljenih kulaka u nova područja bude poljoprivreda, nitko nije proveo studije o sastavu tla, niti jesu li neke površine na zemljovidu nenastanjive u praksi, potpuno nedostupne ili se nalazile usred močvare. Uz to, obrada zemlje u tim zabačenim područjima zahtijevala je ogroman trud kako bi pripremili čak i osnovne uvjete za poljoprivredu. Stoga je upozorio da u prvoj godini dobar dio doseljenika neće moći uzgojiti dovoljno hrane niti za vlastito preživljavanje. Najgori primjer takvog nemarnog planiranja bio je slučaj iz 1933., kada je oko 6000 osoba iz europskog dijela SSSR-a deportirano i ostavljeno na riječnom otoku gdje se spajaju rijeke Ob i Nazino u zapadnom Sibiru, gdje su jednostavno ostavljeni da se sami snalaze. Budući da nisu sa sobom imali dovoljno hrane, niti uvjeta, ni alata za vlastito preživljavanje, oko 2000 ih je preminulo, velik dio njih pobjegao je u sibirske tajge, a javili su se i slučajevi kanibalizma i nekrofagije zbog pojave masovne gladi na otoku (→Afera Nazino).
Posebne odredbe za kulake iz zapadne Bjelorusije i dalje su izdavane sve do proljeća 1952. Tako je do 22. travnja 1952. određeno da se 6000 ljudi premjesti u Irkutsku oblast i Kazahstan. To je vjerojatno bila posljednja Staljinova deportacija. Dana 23. prosinca 1938. djeca kulaka dobila su putovnice, te pravo da se presele gdje god žele. dana 13. kolovoza 1954., novo sovjetsko vodstvo usvojilo je zakon kojim se ukidaju posebna restrikcija deportiranih kulaka.

## Raseljavanje etničkih skupina

### Uvod
Kao posljedica osvajanja velikih prostranstva u Aziji, SSSR je bio etnički izrazito mješovita i neujednačena država. Prema popisu stanovništva iz 1926., Rusi su činili tek 54 % stanovništva te države. U 1930-ima i 1940-ima, uslijedilo je razdoblje izrazite rusifikacije u školama. Tijekom i nakon Drugog svjetskog rata, razni narodi su kolektivno optuživani za suradnju s nacistima i nevjernost prema sovjetskom sustavu. Deportacije su bile glavni instrument Staljinova suzbijanja pobune stanovništva osvojenih teritorija. Ironično, svojedobno je i sam Staljin — između 1902. i 1917. — sedam puta osuđen od carskog režima zbog političkih razloga te deportiran u udaljeni Sibir.
Deportirane skupine smještene su u tzv. "posebne nastambe" (spetsposelki) u udaljenim i nedostupnim regijama kao oblik represivnih mjera protiv "problematičnih skupina" koje su se protivile sovjetskoj politici. Ova je praksa započela još 1920-ih, ali je masovnost doživjela tek od 1930-ih, te trajala sve do 1950-ih. Stanovnici tih posebnih nastambi trpjeli su značajna ograničenja njihovih građanskih prava, poput ograničenja slobode kretanja jer su bili pod stalnim nadzorom NKVD-a. Za njih je također bio predviđen prisilni rad najtežih fizičkih poslova kao i odsutnost bilo kakvog jasnog vremenskog roka u odsluživanju ovog izgnanstva. Do listopada 1940., registrirano je 1645 posebnih nastambi u kojima je živjelo 959 472 osoba, a taj je broj do 1953. porastao na 2 753 356 osoba. Kazaška SSR postala je glavni pokusni teren na kojem su sovjetske vlasti masovno odlagale razne narode. To je išlo toliko daleko da su sami Kazasi postali manjina u vlastitoj republici, te se u 1980-ima tamo nalazilo čak 50-ak različitih etničkih skupina.
Djelomično uklanjanje "problematičnih" i "nevjernih" naroda bila je česta Staljinova tehnika: njegov je cilj bio usitniti jedan narod tako da ga se izmiješa s drugim narodima i to na više udaljenih lokacija, čime jedna nacija više ne bi mogla biti jedinstvena i snažna zbog svoje raspršenosti. Bio je to oblik asimiliranja u kojoj su deportirani neruski narodi tretirani kao građani nižeg reda bez perspektive za društveno napredovanje. Glavni su ciljevi bili Poljaci (1939. – 1941., te opet 1944. – 1945.), Rumunji (1944. – 1953.), Nijemci na Volgi (prognani su uglavnom tijekom i nakon Drugog svjetskog rata), Finci (1929. – 1931. te 1935. – 1939.), Krimski Tatari, Krimski Grci, Balkarci, Čečeni, Inguši i drugi. Sveukupno je preko dvadesetak naroda bilo obuhvaćeno ovim planom, što je uvelike promijenilo etničku strukturu države. Od toga, čak je osam naroda potpuno uklonjeno deportacijama iz njihovih vjekovnih ognjišta.
Razlozi deportacija u udaljene krajeve središnje Azije i Sibira ležali su u tome što je SSSR htio imati na raspolaganju osobe za prisilni rad u zabačenim područjima u koje nitko nije htio dobrovoljno otići. Drugi je razlog i Staljinov strah od opasnosti od "petokolonaša" uz granična područja. Međutim, u nekim slučajevima deportacije manjih naroda nisu slijedile nikakvu logiku. Pretpostavlja se da su jednostavno bili žrtve Staljinovih stalnih paranoidnih razmišljanja.

### Poljaci
Već je u sklopu Staljinove kampanje protiv kulaka između 1930. i 1933. 10 000 Poljaka deportirano iz Ukrajinske SSR prema unutrašnjosti SSSR-a, a godine 1935. u strahu za zapadne sovjetske granice, deportirano je prema istoku dodatnih 40 000 sovjetskih Poljaka. Godine 1936. pokrenut je dodatni val izgnanstva Poljaka s tog područja, čime je u sedam godina sveukupno raseljeno 120 000 Poljaka.  Od 1937. do 1938. deportirano je novih 20 000 Poljaka iz Bjeloruske SSR. U istom razdoblju je 143 810 Poljaka optuženo za različite "antisovjetske aktivnosti", te ih stoga neki smatraju prvim primjerom jedne nacionalne skupine koja je proganjana u SSSR-u samo na temelju svoje etničke pripadnosti. Poljaci su činili desetinu svih žrtava 'velike čistke'.
Nakon što su u rujnu 1939. Treći Reich i Sovjetski Savez međusobno podijelili Poljsku, Staljin je izdao naredbu kojom je iz sovjetskog dijela bivše Poljske velik broj ljudi mora deportirati u radne logore, od čega su 63,1 % bili etnički Poljaci a 7,4 % Židovi. Obitelji političkih i ratnih zarobljenika kažnjeni su deportiranjem u Kazahstan na 10 godina, a izbjeglice u sjeverne predjele u posebne nastambe gdje su morali prisilno raditi na sjeći drva. Drugi val deportacija započeo je 13. travnja 1940., a u njemu su bile obitelji poljskih časnika koji su smaknuti, te policajaca, vlasnika tvornica, kao i članova antisovjetskih pobunjeničkih organizacija, zatim profesora, ali i obični seljaka. Ova je operacija provedena noću, između 2:00 i 6:00 ujutro, premda je to bilo teško sakriti jer je na ulicama obično prethodno bilo pripremljeno na tisuće vozila, zaprežnih kola i vagona. Prema izvještajima, dva ili tri kola poslana su u svaku kuću uz nekoliko vojnika koji su pokucali na vrata nečijeg doma, pregledali pasoše, te potom odveli osobe koje su označene da moraju otići u izgnanstvo. Pojedini vojnici pomagali su ljudima da utovare svoje stvari. Osobama je dozvoljeno uzeti 100 kg po osobi, odnosno 300 kg po obitelji. Deportacija poljskih izbjeglica koji su pobjegli na istok od Wehrmachta odigrala se 29. srpnja 1940. Velika većina njih, oko 85 %, bili su Židovi. Ironično, ova je deportacija zapravo spasila živote tih Židova jer su nacisti izvršili invaziju na ostatak Poljske 1941. godine.
Sovjetske deportacije nastavljene su tijekom cijele 1941., prekinula ih je tek nacistička invazija na SSSR, koja je dovela do evakuacije ili bijega između 8,5 i 9,5 milijuna osoba prema istoku. Nakon toga, SSSR je uspostavio službene odnose s poljskom vladom u izgnanstvu u Londonu, te su mnogi Poljaci amnestirani 12. kolovoza 1941., pušteni iz radnih kolonija, te dobili pravo naseliti se gdje god žele, izuzev zabranjenih zona i zatvorenih gradova. Prigodom 70. obljetnice sovjetske invazije, poljski Institut za nacionalno sjećanje objavio je da je broj deportiranih poljskih građana u SSSR ipak bio niži od prethodnih procjena, te da je iznosio oko 320 000 među njima je 139 000 poslano u Sibir, 66 000 u suhe stepe Kazahstana a 78 000 na daleki istok i sjeverne regije. Prema popisu stanovništva iz 1989., Poljaci su bili deseta najbrojnija narodna skupina u Kazahstanu. Nakon pada SSSR-a, značajan broj Kazahstanaca poljskog podrijetla je 1990-ih u nekoliko valova emigrirao u Poljsku.
Poljska i Sovjetski Savez su razmijenili stanovništvo: Poljaci istočno od sovjetsko-poljske granice otišli su u Poljsku, dok su Ukrajinci zapadno od granice otišli u Ukrajinsku SSR. Sukladno time, pomicanjem poljske granice prema zapadu nakon 1945., velik broj Poljaka na istoku silom prilika trajno se našao izvan svoje domovine. Između 1944. i 1946. došlo je do velikog preseljenja od 1 517 982 Poljaka iz SSSR-a u poslijeratnu, zapadniju Poljsku.

### Daleki istok: Korejci, Japanci
Korejci su se, osim na korejskom poluotoku, u 19. stoljeću naselili i na području ruskog Dalekog istoka. Prilikom rusko-japanskih napetosti zbog Mandžurije 1937., sovjetske su vlasti raselile oko 170 000 Korejaca u Kazahstan zbog bojazni da bi Korejci mogli postati "japanski špijuni". Danas u Kazahstanu živi oko 100 000 Korejaca, većinom oko naselja Uzun Agach, koji su se stopili s kazahstanskom kulturom, ali i dalje održavaju veze s Južnom Korejom. U tim posebnim nastambama Korejcima je bilo zabranjeno kretati se, služiti u vojsci ili postići visoko obrazovanje. Nisu bili niti među narodima spomenutima u Hruščovljevu govoru 1956.
Nakon što je Crvena armija osvojila južni Sahalin 1945., u idućih nekoliko godina je sveukupno oko 400 000 Japanaca raseljeno, protjerano ili se dobrovoljno odselilo s tog otoka, kako bi se osigurao njegov "sovjetski" predznak. Sovjetski Savez je anektirao i Kurilske otoke, gdje su također raseljeni domorodci. Već je 86 700 Japanaca evakuirano sa Sahalina na obližnji Hokaido uoči sovjetske objave rata Japanu. Nakon rata, sve do kraja tog procesa srpnja 1949., SSSR je deportirao najmanje 278 000 Japanaca sa Sahalina. Ipak, nešto Japanaca i oko 43 000 Korejaca i dalje je ostalo živjeti na tom otoku. Premda su svi ti građani oduvijek naseljavali te otoke, sovjetske su vlasti to nazvale "repatrijacijom" Japanaca u Japan.

### Finci
Sovjetski Savez je 1939. izvršio invaziju na Finsku. Zimski rat je završio primirjem i sporazumom kojim Finska zadržava svoju neovisnost, ali mora predati dio svog istočnog i južnog teritorija SSSR-u. Do kraja Drugog svjetskog rata, iz SSSR-a je protjerano ukupno 420 000 Finaca iz osvojenih finskih teritorija, poglavito Ingrije, ali i iz drugih dijelova SSSR-a uz novu finsku granicu.
Sovjetski dio Karelije bila je meta staljinističkog terora iz nekoliko razloga, primarno zato što se nalazila uz Finsku koja je stekla neovisnost od Ruskog Carstva 1917., te zato što se tamo nalazio značajan broj Finaca i Karelijanaca. Ljudski gubitci u Kareliji bili su jedni od najtežih u cijeloj državi ako se kao kriterij uzme odnos broja stanovnika te narodnosti na određenom području.  Prije oktobarske revolucije 1917., oko 130 000 osoba finskog porijekla živjelo je na ruskom teritoriju uz obalu Finskog zaljeva, od rijeke Narve na zapadu pa sve do rijeke Neve na istoku, te u regiji sjeverno od St. Petersburga. Ta je brojka ostala stabilna u 1920-ima i 1930-ima, ali je tijekom i nakon Drugog svjetskog rata evidentiran ogroman pad finskog stanovništva u toj regiji, gdje ih je tijekom sovjetskog popisa stanovništva iz 1970-ih zabilježeno svega 24 000. Uzrok tome su deportacije Finaca 1930-ih i 1940-ih.

### Baltik: Latvijci, Estonci, Litvanci
Sovjetski Savez je 16. lipnja 1940. predao ultimatum Litvi, a 16. lipnja i Latviji i Estoniji te potom okupirao te baltičke države 1940., ali ih je 1941. zauzeo Treći Reich, te potom ponovno SSSR 1944. Staljin je tijekom tog razdoblja pokrenuo sovjetizaciju Baltika putem masovne industrijalizacije kojom se doseljavalo rusko stanovništvo u to područje. Započete su masovne deportacije kako bi se uklonio bilo kakav otpor kolektivizaciji ili potpora antisovjetskim partizanima koji su se i dalje borili protiv Sovjeta. Baltički partizani, tzv. Šumska braća, godinama pružali otpor protiv Sovjeta. Prvi val deportacija započeo je 1941. a glavna meta su bili zemljoposjednici, vlasnici tvornica, trgovci i drugi. Odvedeni su zajedno s obiteljima. Do srpnja 1941. tako je deportirano 25 586 osoba s područja Baltika (12 682 iz Litve, 9 236 iz Latvije te 3 668 iz Estonije).
Deportacije od 1944. do 1952. bile su još masovnije od onih 1941. "Proširene" su kako bi obuhvatile nove skupine stanovništva: one koji su surađivali s nacistima; tko god je (makar i prisilno) otišao raditi u Njemačku tijekom rata; svi članovi tajnih protunacističkih organizacija; baltički vojnici koji su se borili u nacionalističkim postrojbama u savezništvu s nacistima. Dio baltičkih državljana dao je potporu nacističkim antisemitskim ideologijama. Jedan dio razloga nacističke kolaboracije ležao je u tome što je Treći Reich tvrdio da će štititi građane od Sovjeta. 
Samo u ožujku 1949., deportirano je 90 000 baltičkih državljana. Najdrastičniji primjer bila je Litva koja je deportacijama izgubila 37 000 državljana poslanih u Sibir u samo 48 sati. Oko 42 000 ljudi je te iste godine prisilno raseljeno iz Latvije, uglavnom zemljoradnika koji su se pobunili protiv kolektivizacije. Cijele obitelji raseljene su doživotno u Amur, Irkutsk, Omsk, Tomsk i Novosibirsk. Neki su odvedeni i do 9 000 km daleko od svoje domovine. To je činilo 2 % ukupnog stanovništva te republike, od čega 10 990 djece mlađe od 16 godina. Žene i djeca činili su 73 % deportiranih.
Iste je godine 29 923 osobe iz Litve i 22 326 osoba iz Estonije prisilno raseljeno u Sibir, što je predstavljalo oko 2,5 % stanovništva te republike. Prema službenim podacima, najmanje 120 000 ljudi deportirano je iz Litve. Dana 5. rujna 1951., odredba Vijeća ministara SSSR-a N 3309-1568 odredila je deportaciju kulaka i njihovih obitelji iz Litve zbog "neprijateljskih činova protiv kolhoza". Dana 1. siječnja 1952. bilo je 16 833 registriranih seljaka u posebnim nastambama koji su raseljeni iz Litve, a do srpnja broj je porastao na 18 027 osoba. Sveukupno je od 1940. do 1953. iz baltičkih država prisilno raseljeno 203 590 osoba: 118 599 iz Litve, 52 541 iz Latvije te 32 540 iz Estonije. Oko 84 % Litvanaca naseljeno je u regiji Irkutska i Krasnojarska, 87 % Latvijaca u regijama Omska i Tomska, a 80 % Estonaca u regijama Novosibirska i Krasnojarska. Između 1945. i 1948. zabilježeno je 1 722 bijega doseljenika deportiranih iz Litve. Do 1. siječnja 1949., uhićeno je njih 1 070 — nekima se sudilo, drugi su vraćeni u posebne nastambe.
Latvija je do kraja rata izgubila trećinu stanovništva: oko 110 000 ljudi poslano je u sovjetske logore ili ubijeno. Oko 130 000 je pobjeglo na Zapad. Staljin je također provodio izmjenu etničkog stanovništva kako bi suspregnuo nacionalizam u državama: 1940. Latvijci su činili 75 % stanovništva Latvije, no zbog kolonizacije Rusa, Latvijci su 1989. činili jedva 52 % udjela.
Nove stambene zgrade bile su slabe kvalitete a ruski doseljenici dobivali su povlastice prilikom doseljavanja. Estonci su prije rata činili 88 % stanovništva svoje domovine, ali su već 1970. spali na samo 60 %. Ipak, broj Litvanaca spao je za samo 4 %. Rusi doseljenici su uglavnom preuzeli političke, administrativne i rukovodeće položaje na tom području.

### Besarabija i Sjeverna Bukovina: Rumunji, Moldavci, Jehovini svjedoci
Rumunji i drugi narodi sustavno su raseljavani iz Besarabije, koja je također pala pod sovjetsku vlast 1940. U travnju 1941. registrirano je 5 515 obitelji (12 275 osoba) iz baltičkih država i Moldavije naseljenih u 14 naselja po Novosibirskoj oblasti, što dokazuje prvi val deportacija iz Moldavije. Bili su to ljudi osumnjičeni za otpor sovjetsko vlasti ili iskazivanje "proturevolucionarnih stavova". Do rujna 1941., registrirano je 22 643 osoba deportiranih iz Moldavije u Kazahstan i Sibir. Godine 1944., u Moldaviji je 811 osoba odbilo vojnu službu u Crvenoj armiji, dok je broj dezertera porastao na 4 398.
U prosincu 1944. izvršena je operacija obavezne repatrijacije 60 000 tzv. "besarabijskih izbjeglica", osoba koji su pobjegli iz svojih domova u Besarabiji u Rumunjsku prije napredovanja Crvene armije. Pošto je SSSR sada smatrao Besarabiju i Sjevernu Bukovinu sastavnim dijelom svojeg teritorija, ovo se smatralo činom repatrijacije.
U ožujku 1945. izvršeno je premještanje raznih naroda iz Moldavije, među njima Rumunja, Židova i Roma. V. V. Černjišov je izjavio da je 17 054 rumunjskih građana i 12 852 Židova sa sovjetskom i rumunjskom putovnicom živjelo u Ukrajini. Svi su oni preseljeni. 1946., a dodatnih 12 435 osoba raseljeno je iz Moldavije. Prema odredbi Vijeća ministara SSSR-a iz 29. siječnja 1949., biti će raseljeni "članovi obitelji bandita i nacionalista".
Godine 1949., oko 36 000 osoba iz Moldavije deportirano je u Sibir zbog optužbi za navodnu suradnju s nacističkim snagama u Drugom svjetskom ratu, a godine 1951. izvršena je i deportacija Jehovinih svjedoka iz Moldavije. Do sredine 1952., 3 325 osoba deportirano je iz Moldavije u Kazahstan.

### Povolški Nijemci
Autohtoni Povolški Nijemci, naseljeni oko regije sjevernog Kavkaza i Volge od 18. stoljeća na poziv Katarine Velike koja je i sama bila njemačkog podrijetla, također su raseljeni na Daleki istok počevši od kolovoza 1941., kako ne bi bili u mogućnosti surađivati s nacistima tijekom njihove invazije na Sovjetski Savez. Po nekim autorima, ovo je bio najveći val deportacija koji je zasjenio čak i sve ostale deportacije. Naredba za raseljavanje autohtonih Nijemaca na Volgi izdata je 26. kolovoza. 1941. te je pozvala na "preseljenje svih Nijemaca iz Autonomne Republike Povolških Nijemaca i iz Saratova i Staljingrada koji broje 479 841 pojedinca... Bez izuzetaka, i žitelja gradova i sela". Pojavile su se komplikacije oko osoba koje su bile u miješanom braku. Naredba je navodila da se sve obitelji u kojima je glava kuće (suprug) Nijemac moraju ukloniti, uključujući sve članove obitelji. To je pak dovelo do raznih molbi nenjemačkih žena da ih vlasti "oslobode stigme da su prokleti Nijemci". Razni njemački muškarci pokrenuli su i zahtjeve da im vlasti promijene narodnost na temelju braka s ruskom ženom, što je u rijetkim slučajevima odobreno.
Za razliku od toga, njemačke su žene s ruskim muževima bile pošteđene deportacija. Mnoge ruske žene udate za Nijemce kasnije su se žalile kako je to bilo nepravedno jer su one morale otići živjeti u izgnanstvo. Oko 1094 njemačkih žena i djece dobilo je dozvolu ostati u svojim domovima jer su im muževi i očevi bili Rusi, dok je 116 917 njemačkih žena i 178 694 njemačke djece deportirano iz regije oko rijeke Volge. Kao i kod većine sovjetskih uredbi i službene regulacije za deportacije zvučale su puno humanije "na papiru" nego u stvarnosti: osobe koje će biti deportirane trebale su dobiti dozvolu da skupe svoje stvari (do 200 kg po osobi) i predaju svoj novac rodbini prije odlaska. Odmah su dobili obavijest od službenika da uzmu dovoljno hrane za mjesec dana jer neće biti dovoljno namirnica u prvom mjesecu deportacije. Službenik koji je pratio deportirane očekivao je da dobije šest rublja dnevno za svaku osobu koju nahrani na putu do odredišta. U vlaku je tijekom puta trebalo biti po sedam do osam vagona s osobnim stvarima deportiranih, te barem jedan liječnički vagon. Stvarnost je međutim često bilo potpuno drugačija od odredbi: većina deportiranih imalo je tek par minuta da skupi svoje stvari, službenici im nisu dozvolili da nose više imovine od onoga što mogu nositi u rukama te je mnogim Nijemcima naređeno da ostave ostatak stvari na željezničkoj postaji. Isto tako, s obzirom na to da im nije dano dovoljno vremena za organiziranje odlaska, razni Nijemci nisu mogli brzo nabaviti dovoljno hrane za mjesec dana, te im je tako brzo ponestalo zaliha usred putovanja u vagonima. Isto tako, obitelji su razdvojene jer su žene poslane u drugim smjerovima od svojih muževa. Usprkos ovome, između 33 516 i 64 600 njemačkih muškaraca služilo je vojni rok u Crvenoj armiji tijekom rata. Neki su sovjetski Nijemci deportirani i nakon završetka ratnih sukoba, poput onih koji su se našli zarobljeni tijekom opsade Lenjingrada, samo da bi bili deportirani nakon završetka opsade u siječnju 1944.
Autonomna Sovjetska Socijalistička Republika Povolških Nijemaca je ukinuta. Sveukupan broj deportiranih Povolških Nijemaca je negdje između 749 614 i 843 000 Kada bi se dodali i ostali sovjetski Nijemci žrtve prisilnih preseljenja, dobila bi se brojka od 1,2 milijuna izgnanih. Nakon rata, pojedini Nijemci koji su već ranije pobjegli iz SSSR-a prevareni su da se vrate u tu državu "kako bi se ponovno ujedinili sa svojom obitelji". Međutim, oni koji su poslušali često su poslani u radne logore gdje su ostali slijedećih dvadeset do dvadeset i pet godina.
Dana 29. kolovoza 1964. izdana je uredba koja je poništila prethodne sovjetske odredbe prema sovjetskim Nijemcima, te je određeno da su optužbe protiv njih bile "manjkave". Ipak, nije bio predviđen njihov povratak u svoje domove te je uredba objavljena jedino u službenom biltenu Vrhovnog sovjeta, bez ikakvog šireg publiciteta. Tek su se nakon 1980-ih Nijemci mogli vratiti natrag u svoje krajeve, ali je većina tada već napustila državu i odselila se u Njemačku. Do 1995., oko 1 370 000 ruskih Nijemaca odselilo se u Njemačku. Također, nakon što je Crvena armija osvojila Kalinjingrad, Rusi su tamo sustavno doseljavani kako bi se osigurala čvrsta i stabilna sovjetska vlast.

### Kalmici
Kalmici su jedina autohtona mongolska nacija i pripadnici tibetanskog budizma u Europi. Početkom 17. stoljeća, emigrirali su iz zapadne Mongolije prema obalama Kaspijskog jezera. Dana 28. prosinca 1943., u 6:00 ujutro, po tri časnika NKVD-a istovremeno su ulazila u svaku kuću Kalmika i pročitali izjavu Vrhovnog Sovjeta, prema kojoj se svi Kalmici moraju premjestiti u Sibir jer su "izdajnici", dok se Kalmička Autonomna Sovjetska Socijalistička Republika ukida. Ovu operaciju je izvršio general Ivan Serov, zamjenik Lavrentija Berije.
Kalmici su optuženi da su se pridružili nacističkim jedinicama kako bi se borili protiv Crvene armije i predavali stoku iz kolhoza njemačkoj strani. Ideju o deportaciji cjelokupne nacije Kalmika iznio je Berija, koji je nekoliko puta Staljinu govorio o "nepouzdanosti" te nacije. Kada su se tog jutra probudili, Kalmici su vidjeli da su im domovi okruženi vojnicima sa strojnicama, te da imaju 12 sati da pokupe sve svoje stvari. Svaki stanovnik je smatran uhićenim, te je ukrcan u kamione bez obzira radilo se o novorođenčadi, ženama ili starcima. Kamioni su ih potom odveli do obližnje željezničke postaje, gdje su ukrcani u vagone i odvezeni na tisuću kilometara dugačak put prema istoku (Altaj, Krasnojarski kraj, Omsk, Novosibirsk). Upute za raseljavanje bile su sljedeće:
1. kalmičke žene, udane s osobe druge nacionalnosti, izuzete su od deportacije
2. ruske žene, udane za Kalmike, su podložne deportaciji
3. odsutni članovi obitelji (poslovno putovanje, izlet, itd.) moraju se registrirati te su podložni deportaciji kada budu pronađeni.[67]

Određeno je da jedan operativac NKVD-a i dva vojnika NKVD-a moraju istodobno premjestiti tri obitelji. Prema uputama, svakoj je obitelji bilo dozvoljeno ponijeti nešto hrane i poljoprivrednog alata, do 100 kg po članu obitelji, ali ne više od 500 kg po jednoj obitelji. Imovina 3-4 obitelji išla je jednim kamionom, kao i žene s djecom. Svaka kolona morala je prevoziti najmanje 2000 osoba. Sveukupno je 10 000 vojnika poslano u Kalmikiju s ciljem deportiranja oko 93 000 Kalmika. Prema podacima jedne od četiri regije gdje su Kalmici premješteni, Altajskog kraja,  290 do 478 osoba preminulo je tijekom putovanja od tuberkuloze, upale i distrofije. Prema procjenama, i do jedne trećine cjelokupne narodnosti Kalmika preminulo je te zime tijekom prisilnog raseljavanja.

### Krimski Tatari, Grci, Armenci, Bugari
Krimski Tatari imali su svoju državu Krimski Kanat, sve dok Krim nije anektiralo Rusko Carstvo 1783. Tatari su bili izrazito neskloni carskom vladavinom, te su svojom voljom napuštali Krim u nekoliko valova iseljavanja. Kao posljedica toga, Tatari su postali manjina te je njihov udio u stanovništvu tog poluotoka smanjen na samo 34,1 % do 1897. Istodobno, Moskva je to područje naseljavala Rusima, Ukrajincima i drugim slavenskim narodima. Ova su naseljavanja nastavljena i tijekom sovjetske vladavine. Tijekom nacističke okupacije Krima, dio Tatara je to vidio kao priliku da nakon 160 godina opet stekne neovisnost od ruske vladavine. Oko 10 % Krimskih Tatara služilo je u nacističkim postrojbama. Tatarsko vijeće čak je organiziralo masovne pokolje Rusa u Krimu, u kojem je na desetke tisuća pripadnika tog naroda ubijeno. Iz tog je razloga nakon rata Tatarima nametnuta kolektivna krivnja te su masovno deportirani u Uzbekistan. Usprkos tome, zanemareno je da se 25 033 Krimskih Tatara borilo zajedno s Crvenom armijom. Procjenjuje se da je najmanje 183 155 Krimskih Tatara deportirano iz Krima.
Dana 4. srpnja 1944. NKVD je objavio da je raseljavanje dovršeno. Međutim, nakon toga je NKVD saznao da je jedna jedinica zaboravila deportirati stanovništvo uz plićak Arabat te da je nekoliko Krimskih Tatara i dalje tamo ostalo živjeti. Budući da je Staljin već obaviješten da je svaki Krimski Tatar već deportiran s Krima, NKVD je žurno otišao u Arabat i pokupio seljake. Međutim, umjesto da organizira dodatni prijevoz vlakom, NKVD ih je žurno ukrcao u teretni čamac, koji je isplovio u Azovsko more i 20. srpnja namjerno potopljen zajedno sa stotinama krimskotatarskih civila u njemu.
Od tog dana na Krimu službeno nema više nijednog Krimskog Tatara. Deportacije su obuhvatile svaku osobu krimskotatarskog podrijetla, bez obzira bili oni djeca, žene, starci, pa čak i pripadnici komunističke partije ili Crvene armije. Tog ljeta, s Krima je deportirano i 9620 Krimskih Armenaca, 12 420 Bugara i 15 040 Grka. Svi su kolektivno proglašeni izdajicama i desetljećima bili "građani drugog reda" u SSSR-u. U međuratnom razdoblju, pontski Grci doživjeli su mali kulturni preporod i čak tražili autonomiju unutar SSSR-a. Međutim, od 1930-ih postali su žrtve staljinizma i rusifikacije, te je i do 50 000 pripadnika tog naroda preminulo. Grci su također deportirani u Središnju Aziju. Kasnije, samo ih se dio vratio do obala Crnog mora. Sovjetska propaganda pokušavala je zataškati ovo raseljavanje, te tvrdila da su se Krimski Tatari "odlučili odseliti dobrovoljno u središnju Aziju".
Smrtnost Krimskih Tatara u tim godinama izgnanstva predmet je rasprava: procjene navode da je mortalitet unutar te etničke skupine bio između 20 % i 40 %. Počevši od 1989., oko 260 000 Tatara vratilo se u Krim, gdje su 2004. činili 12 % stanovništva. Ovaj događaj neki karakteriziraju kao "etnocid", odnosno namjerno brisanje identiteta i kulture neke nacije. Tatari ovaj događaj zovu Sürgünlik. Dana 12. studenoga 2015. parlament Ukrajine usvojio je rezoluciju kojom je ovaj događaj priznao kao genocid te 18. srpnja proglasio "danom sjećanja na žrtve genocida Krimskih Tatara".

### Kavkaz: Čečeni, Inguši, Balkarci, Mešketski Turci, Karačajevci
Čečeni su dugo vremena bili poznati po svojoj buntovnosti protiv vladavine ruskog cara, a kasnije i sovjetskog režima, što je 1940. kulminiralo ustankom Hasana Israilova. Premda se 17 037 Čečena borilo s Crvenom armijom protiv Sila Osovine, cjelokupna je nacija optužena za suradnju s nacistima te raseljeni iz svoje domovine veljače 1944. Čečensko-inguška autonomna republika je ukinuta. Vojska je cijele obitelji ukrcavala u kamione. Potom su putovali 19 ili 20 dana po zimi, u krcatom vlaku, bez grijanja, a samo bi povremeno dobivali hranu. U većini slučajeva, ljudi nisu niti znali da će biti raseljeni, niti gdje će biti točno odvedeni, te nisu stoga ni imali vremena pripremiti ili prilagoditi se novoj sredini. NKVD-ovi postupci bili su standardni: naoružani agenti opkolili bi selo, dali obiteljima 15-20 minuta da se pakira, ukrcali ih na kamione odakle bi bili odvezeni do obližnje željezničke postaje gdje su ukrcani u vagone za stoku odakle su odvezeni u središnju Aziju. Sveukupno je između listopada 1943. i ožujka 1944. tako deložirano oko 700 000 osoba s Kavkaza. Ipak, pojedini su sovjetski zapovjednici poštivali čečenske vojnike te su čak slali lažne izvještaje vlastima kako bi ih spasili od deportacija. Postoje navodi da je jedan vod NKVD-a zaključio da je preteško doći kamionima do jednog zabačenog čečenskog sela na planini kako bi ih deportirali, te je stoga naredio da se 700 seljaka jednostavno živo zapali u štali. Ruski izvori žestoko osporavaju ovaj događaj (→Masakr u Hajbahu). Deportacija Čečena i Inguša završena je za samo par dana. Započela je 23. veljače 1944., a Berija je već 29. veljače poslao Staljinu brzojav u kojem ga obavještava da je već 478 489 osoba deložirano i ukrcano u 180 vlaka, uključujući 91 250 Ignuša.
Čečeni su odvezeni u Akmolinsku oblast, gdje su činili jednu od najvećih deportiranih skupina. Godine 1946., ljudi u izgnanstvu činili su gotovo četvrtinu cjelokupnog mjesnog stanovništva: 136 625 od 508 000. Većinom su poslani u poljoprivredne radne logore. Prilikom dolaska do destinacija, osobe su raspoređene na rad po kolektivnim i državnim farmama. NKVD-ovi zapovjednici imali su izravnu kontrolu nad stotinama tisuća ljudi koji nisu imali nikakva prava. Svi radno sposobni morali su raditi za kupone za hranu, te im je bilo zabranjeno hodati više od tri kilometara od njihovog prebivališta. Tko god bi prekršio pravila, bio bi osuđen na 20 godina robije. Glad i epidemije bolesti doveli su do velikih patnji za Čečene. Odredba Moskve iz 26. studenoga 1948. osudila je Čečene i druge narode Kavkaza na trajno izgnanstvo. Doseljenici nisu imali ni osnovni stambeni smještaj, niti po zimi niti po ljeti. Mnogi su se Čečeni pobunili protiv vlasti, te je tako samo u Krasnojarsku njih 4000 poslano u kažnjeničke logore. U listopadu 1954. izbila je pobuna u mjestu 521, te su neki uspjeli pobjeći iz tog logora. Čečenski gerilci, koji su se skrivali po kavkaskim planinama,  ovom su deportacijom odsiječeni od svoje etničke baze koja ih je snabdijevala, te su tako lako svladani od sovjetskih vlasti.
Broj ukupno raseljenih Čečena procjenjuje se na 387 229. Ukupno je 11 711 obitelji Karačajevaca i 89 901 obitelj Čečena i Inguša stiglo u Kazahstan, od čega je 14 460 obitelji razdvojeno usred deportacija. Živjeli su u izgnanstvu 13 godina, sve do procesa "destaljinizacije" i obnove čečensko-inguške autonomne republike 9.siječnja 1957. Većina Čečena odlučila se vratiti svojoj domovini na sjevernom Kavkazu, ali je dio ostao u Kazahstanu, gdje ih je 2000. bilo oko 100 000. Čak i oni Čečeni koji su se vratili u Kavkaz, pronašli su druge narode u svojim domovima, zbog čega su morali dijeliti svoje kuće s došljacima. Dok je trajao prvi čečenski rat, čečensko je izaslanstvo tijekom pregovora u Vladikavkazu 1994. stalno podsjećalo onu rusku o masovnim deportacijama Čečena.
Sa sjevernog Kavkaza raseljeni su 1944. i drugi narodi: Mešketski Turci, Balkarci i Karačajevci. Za razliku od ostalih deportiranih naroda Inguši su se istaknuli po tome što su na proljeće 1945. pokrenuli pobunu u mjestu Borovoe u Kazahstanu, koju su krvavo ugušile sovjetske vlasti. Čak i nakon rehabilitacije, Inguši su 16. siječnja 1973. pokrenuli prosvjede u Groznom, jer njihova zemlja koja je pripojena Sjevernoj Osetiji nije vraćena njihovoj republici. Oko 115 000 Mešketskih Turaka deportirano je 15. studenoga 1944. iz Gruzijske SSR zbog sumnji da imaju veze s "agentima Turske". Bili su zadnji narod koji je deportiran tijekom Drugog svjetskog rata od sovjetskih vlasti, iako nisu nikada ni optuženi za kolaboraciju s nacistima. Mešketski Turci podrijetlom su gruzijskimuslimani koji su 1829. odbili preseliti se u Osmansko Carstvo nakon što je Sporazum u Jedrenama taj teritorij dodijelio Ruskom Carstvu. No ti su muslimani možda sami Gruzijci koji su prešli na islam nakon dva stoljeća osmanske vladavine tim područjem. Sovjetske su ih vlasti klasificirale kao "Turke", pa od 1930-ih kao "Azerbajdžance" samo da bi opet postali "Turci" tijekom deportacije, jer se Staljin bojao da bi mogli postati "peta kolona" uz sovjetsku granicu. NKVD-u je alocirano 34 milijuna rublja za izvršenje ove operacije protiv Mešketskih Turaka. Uz njih, raseljeno je i 8694 Kurda.

### Azerbajdžanci
Sovjetska vlada duže je vrijeme negativno gledala na islamske Azere koji su živjeli u Armenskoj SSR. Zbog blizine granice s Turskom, Staljin ih je smatrao potencijalnim "petokolonašima". Već je u siječnju 1944. izgnano 608 kurdskih i azerbajdžanskih obitelji koji su živjeli u Tbilisiju, Staljinovoj rodnoj državi Gruziji, a raseljeni su unutar iste SSR u regije Tsalka, Borčalu i Kazajaz (sveukupno 3240 osoba) Dana 10. ožujka 1948. Vijeće ministara SSSR-a usvojilo je puno dalekosežniju rezoluciju imena "Planirane mjere za preseljenje radnika kolektivnih farmi i drugih Azerbajdžanaca iz Armenske SSR u Kursko-araksinsku niziju." Prema ovom planu, "dobrovoljno" je raseljeno 100 000 Azera iz Armenske SSR u Azerbajdžansku SSR, dok su njihovu zemlju i domove dobili Armenski doseljenici. Ova prisilna emigracija odigrala se u tri faze: 10 000 raseljenih 1948., novih 40 000 osoba 1949. te konačno 50 000 do 1950.

### Basmači
Manje deportacije nastavljene su i u 1950-ima. Tako je u ožujku 1951. deportirano 2795 Basmača zajedno s njihovim obiteljima iz Tadžikistana u Kokšetau u Kazahstan.

## Kraj raseljavanja, rehabilitacija i povratak nekih naroda
| Novi sovjetski vođe Nikita Hruščov (lijevo) i Mihail Gorbačov (desno) su u 1950-ima i 1980-ima preokrenuli većinu sovjetskih deportacija. |  | Novi sovjetski vođe Nikita Hruščov (lijevo) i Mihail Gorbačov (desno) su u 1950-ima i 1980-ima preokrenuli većinu sovjetskih deportacija. |
| Novi sovjetski vođe Nikita Hruščov (lijevo) i Mihail Gorbačov (desno) su u 1950-ima i 1980-ima preokrenuli većinu sovjetskih deportacija. |  | |

Nakon Staljinove smrti, novi sovjetski predsjednik Nikita Hruščov je 1956. održao tajni govor kojim je osudio razne Staljinove zločine, uključujući i masovna raseljavanja cijelih naroda s njihovih ognjišta kao vrstu kršenja Lenjinovih načela, čak šaljivo dodavši da su Ukrajinci izbjegli takvu sudbinu "samo zato što ih je bilo previše, pa nije bilo dovoljno mjesta gdje bi ih se moglo deportirati". Osporio je stari izgovor prema kojem su ti narodi deportirani iz straha od suradnje s nacistima jer se većina deportacija odigrala nakon što je SSSR već ionako počela pobjeđivati u Drugom svjetskom ratu. Njegova je vlada preokrenula većinu deportacija, te su se razni narodi počeli vraćati svojim domovima. Međutim, povratnici su naišli na razne prepreke jer sovjetske vlasti nisu organizirale ili regulirale povratničke migracije. Tako je od 1956. slijedeće četiri godine zabilježeno masovno doseljavanje oko 500 000 Čečena u okrugu Grozni, čime se tamošnje stanovništvo udvostručilo. Budući da su se već drugi narodi tamo doselili, zabilježeni su neredi protiv čečenskih povratnika koji su čak uključivali parole protiv Hruščova. Ipak, tri su naroda (Krimski Tatari, sovjetski Nijemci, Mešketski Turci) i dalje imali izričitu zabranu vratiti se svojim domovima. To je dovelo do političkog pritiska kojeg su sovjetske vlasti suzbijale: godine 1967. je tako krimskotatarskog disidenta Femija Alieva ubila sovjetska policija u Kirgistanu, što je potaknulo prosvjede pripadnika njegovog naroda. Tek nakon 1989., kada je novi sovjetski poglavar Mihail Gorbačov pokrenuo dalekosežne društvene promjene SSSR-a, i Krimski Tatari i sovjetski Nijemci dobili su dozvolu masovno se vratiti svojim ognjištima. Godine 1987. krimskotatarski aktivisti organizirali su prosvjed u središtu Moskve u blizini Kremlja, što je nagnalo Gorbačova da osnuje komisiju o stanju Krimskih Tatara. Iako je prvi zaključak komisije, koju je vodio tvrdolinijaš Andrej Gromiko, bio da "nema temelja za obnovu autonomije i povratka Krimskih Tatara na Krim", Gorbačov je naredio drugu komisiju koja je preporučila obnovu autonomije tog naroda.
Mešketski Turci, pak, nisu dobili dozvolu vratiti se nakon 1956. Pokušali su svojevoljno vratiti se u Gruzijsku SSR iz Uzbečke SSR, samo da bi ih vlasti ponovno deportirale. Vrhovni sovjet izdao je odredbu 1968. kojom je Mešketske Turke nazvao "građanima SSSR-a koji su nekada živjeli u Gruzijskoj SSR...", što je shvaćeno kao trajno izgnanstvo. Izmijenjena etnička struktura sa značajnim brojem doseljenih Rusa postala je problem nakon raspada SSSR-a, pogotovo u Gruziji, baltičkim državama i Čečeniji. Neovisna Gruzija je, primjerice, u 1990-ima odbila dati dozvolu Mešketskim Turcima na masovni povratak u regiju uz Tursku. Time su ovi osuđeni na trajno izgnanstvo u Kazahstanu i Uzbekistanu.
Litva je u 1990-ima izglasala Zakon o odšteti s posebnim člankom 3 koji se trebao brinuti o žrtvama sovjetskih deportacija i njihovih potomaka. Predviđao je "pomoć osobama koje su deportirane iz okupiranih baltičkih država i njihovim potomcima u povratku u svoje zemlje u skladu s posebnim programima repatrijacije i odštete". Članak je predviđao stvaranje fonda za povratak deportiranih osoba, te pozvao Rusku Federaciju da alocira sredstva u fond radi tog cilja. Fond je osnovan 8. studenoga 2000. Latvija je procijenila da je šteta nastala od sovjetske okupacije oko 800 milijardi $. Ruska Federacija nije htjela sudjelovati u ovom zakonu. Deklaracija br. 193. Vijeća Europe iz siječnja 1996. postala je prvi i zasad jedini dokument u kojem se Ruska Federacija obvezala na barem nekakav oblik odštete deportiranim osobama. Ipak, ova je deklaracija ostala mrtvo slovo na papiru i Moskva do danas nije pokrenula nikakve mehanizme pomoći deportiranim osobama.
Iako je 21. travnja 2014. Ruska Federacija objavila odredbu "O mjerama rehabilitacije Armenaca, Bugara, Krimskih Tatara i Nijemaca i državne potpore za njihovu obnovu i razvoj", u praksi je od 2014. ta država postupala s Krimskim Tatarima s puno manje brige, te ju je 2016. Visoki povjerenik za ljudska prava UN-a upozorio na "zastrašivanje, zlostavljanje i uhićenja" krimskotatarskih aktivista, često pod sumnjivim optužbama. Posljedice ovih deportacija osjećaju se i danas, te doprinose međuetničkim napetostima i uzrokuju teritorijalne sporove.
Estonija svakog 25. ožujka organizira komemoracije povodom obljetnice sovjetskih deportacija iz te države ožujka 1949., kako bi odala počast žrtvama. Litva također obilježava godišnjicu deložacije svojih građana 14. lipnja. Moldova je 2013. podigla "spomenik žrtvama staljinističke represije" u Kišinjevu. Isto tako je osnovala "Udrugu bivših deportiranih i političkih zarobljenika" (Asociaţia foştilor deportaţi şi deţinuţi politici). Godine 2014. preko 9000 članova udruge dobilo je po 700 leja kao oblik odštete povodom 65. godišnjice deportacija koje se se zbile 6. srpnja 1949.
U srpnju 2012., 1800 pripadnika Kalmika zatražilo je odštetu od vlade u Kremlju jer su njihove obitelji prije 60 godina bile žrtve deportacije.

## Suđenja
Nekoliko je osoba osuđeno zbog deportacija tijekom sovjetskog razdoblja u Latviji i Estoniji. U Latviji, najznačajnije je bilo suđenje 87-godišnjem Alfonsu Noviksu, šefu NVKD-ovog latvijskog odjela od 1940. do 1953., zbog optužbe za genocid jer je deportirao oko 60 000 osoba. Premda je tvrdio da je "samo slijedio naredbe", 1995. osuđen je na doživotni zatvor. 84-godišnji Mihail Farbtukh, bivši NKVD-ov agent koji je skupljao "informacije o potencijalnim neprijateljima države" koji će biti deportirani, osuđen je na 7 godina zatvora.
Godine 2001., 80-godišnji Nikolaj Tes osuđen je za zločine protiv čovječnosti zbog potpisivanja naredbe za deportaciju 138 osoba u dobi od 5 mjeseci do 80 godina. Budući da je imao rusko državljanstvo, Ruska Federacija kritizirala je Latviju zbog pokretanja sudskog postupka protiv "bespomoćnog ratnog veterana" koji se "ne može držati odgovornim za djela koja se nisu smatrala ilegalnima pod sovjetskim zakonom".
U Estoniji, prva presuda za sovjetske deportacije odigrala se 1999. kada su dva oficira NKVD-a, 78-godišnji Johannes Klaassepp i 80-godišnji Vasilij Beskov, osuđeni na po 8 godina zatvora svaki zbog deportacija iz 1949. godine, najprije 23, a zatim još 210 osoba. I 79-godišnji NKVD-ov agent Mihail Neverovski osuđen je 1999. na četiri godine, a 81-godišnji Jurij Karpov na osam godina. Optužen je i Arnold Meri, i to za genocid, jer je naredio deportaciju 251 estonskog civila u sibirske logore. Ipak, preminuo je 2009. u 89. godini prije presude.

## Filmovi
Nekoliko filmova bavilo se temom sovjetskih deportacija. Prvi snimljeni film o deportacijama Estonaca iz 1949. bio je art film Äratus kojeg je 1989. režirao Jüri Sillart. Litavski redatelj Audrius Juzėnas režirao je film The Excursionist iz 2013. Estonski redatelj Martti Helde režirao je 2014. film Risttuules. Poljski autor Jagna Wright režirao je 2000. dokumentarac A Forgotten Odyssey - The Untold Story of 1,700,000 Poles Deported to Siberia in 1940. Poljski redatelj Janusz Zaorski režirao je 2013. cjelovečernji film Syberiada Polska o deportiranim Poljacima u Sibiru.
Latvijski autor Viestur Kairiss režirao je 2015. film The Chronicles of Melanie. Hussein Erkenov, karačajevski autor, režirao je 2013. film Prikazano Zabyt o deportacijama Čečena 1944.

## Broj deportiranih i umrlih
Slijedi najmanji broj prisilno raseljenih i razmještenih ljudi po Sovjetskom Savezu od 1930-ih do 1953., kada nakon Staljinove smrti takva praksa postaje prošlost. J. Otto Pohl procjenjuje da je Staljinov režim od 1941. do 1948. deportirao 3 266 340 ljudi iz njihovih domova u posebna naselja širom SSSR-a, a da je između 1941. i 1950. preminulo više od 377 554 ljudi u izgnanstvu. Elena Dundovich, Francesca Gori i Emanuela Guercetti navode da je sveukupno u SSSR-u ne manje od 6 015 000 osoba deportirano ili prisilno raseljeno od 1920. do 1952. Najviše je bilo u razdoblju od 1930. – 1931. (2,05 milijuna žrtava deportacije) i 1941. – 1942. (1,2 milijuna žrtava deportacije).
Cjelokupni je mortalitet predmetom rasprava. Već je i sam prijevoz u zapečaćenim vagonima za stoku doveo do prekomjernih smrti među deportiranim narodima: tako je u prijevozu umrlo najmanje 7889 Krimskih Tatara (5 % tog naroda), 3494 Balkira (8 % tog naroda) i 1220 Kalmika (1,3 % tog naroda). Slijedećih godina, preminulo je na stotine tisuća osoba zbog toga što u tim zabačenim krajevima nije bilo moguće proizvesti dovoljno hrane za tako velik priljev ljudi, dok su hladnoća, manjak medicinske njege i surovi pustinjski ili zimski uvjeti središnje Azije i Sibira odnijeli dodatan broj života. Djelomična dokumentacija iz NKVD-ovih arhiva ukazuje na razmjere smrtnosti. Dana 1. srpnja 1948., NKVD je tako zabilježio da je broj preminulih Karačajevaca, Čečena, Inguša i Balkaraca 144 704, ili 23,7 % njihove populacije. Do 1949., među Krimskim Tatarima, Grcima, Armencima i Bugarima, zabilježeno je 44 887 smrti, ili 19,6 % ukupne populacije; 16 594 Kalmika, ili 17,4 % ukupne populacije; 14 895 smrti među Kurdima i Mešketskim Turcima ili 14,6 % ukupne populacije. Procjenjuje se da je oko 40 000 Korejaca umrlo zbog deportacija 1937. Prema NKVD-ovoj arhivi, zabilježeno je uz to i 10 557 mrtvih od 140 000 deportiranih osoba iz istočne Poljske 1940. ili tijekom napornog puta ili odmah tokom dolaska na odredište, odnosno preko 7 % u toj skupini. Povjesničar Timothy Snyder u svojoj statistici navodi da je stopa smrtnosti deportiranih Poljaka u SSSR-u od 1939. do 1941. bila 3 % prilikom fizičkog prijevoza, te 6 % u prvoj godini egzila. Kenneth Christie i Robert Cribb procjenjuju da je 55 000 ljudi umrlo zbog deportacija iz baltičkih država. Demograf D.M. Ediev procijenio je da je bilo 228 800 prekomjernih smrti među povolškim Nijemcima od 1942. do 1952., odnosno 19,2 % ukupnog broja doseljenika. Hannibal Travis smatra da je i do 300 000 povolških Nijemaca preminulo. Tome treba pridodati i nepoznat broj preminulih deportiranih kulaka.
Smrtnost među deportiranim baltičkim doseljenicima posebnih nastambi bio je pet puta veći od broja rođenih 1945. — 1950. Tako je primjerice 1951. rođeno 918 osoba u toj skupini, dok je 3871 umrlo. Sveukupno, prema Edievinim procjenama, od 2 303 760 raseljenih osoba, umrlo je 450 000, odnosno jedan od petero. Ovo je velika stopa smrtnosti. 1945., NKVD je zabilježio 89 659 smrti od 2 230 500 deportiranih iste godine, odnosno 4 % ukupne populacije. Usporedbe radi, čak niti na vrhuncu Drugog svjetskog rata, smrtnost u SSSR-u nije prešla brojku od 2,4 % godišnje.
Ukupan broj poginulih zbog posljedica deportacija je stoga i dalje predmetom procjena: brojke sveukupno sežu od najmanje 800 000, preko 1 000 000, dok visoke procjene idu i do 1 500 000 poginulih.
| Nacionalnost / skupina                     | Godina                                | Broj prisilno raseljenih | Odredište raseljenih                   | Povratak domovima |
| ------------------------------------------ | ------------------------------------- | ------------------------ | -------------------------------------- | ----------------- |
| Kulaci                                     | 1930. – 1952.                         | 973 693                  | Ural, sjeverna Rusija, sjeverni Kavkaz | 1954.             |
| Poljaci                                    | 1930. – 1936.                         | 120 000                  | Ural, sjeverna Rusija, Sibir           | nepoznato         |
| Korejci                                    | 21. kolovoza – 25. listopada 1937.    | 171 781                  | Kazahstan, Uzbekistan                  | 1954.             |
| Azerbajdžanci, Perzijanci, Kurdi, Asirijci | 19. siječnja 1938.                    | 6000                     | južni Kazahstan                        | 1954.             |
| Poljaci, Židovi                            | 1940. – 1941.                         | 320 000 – 380 000        | sjeverni Sibir                         | 1946.             |
| Finci                                      | 1940. – 1945.                         | 420 000                  | Finska, Kazahstan                      | nikada            |
| Estonci, Letonci, Litvanci                 | 1941. i 1944. — 1949.                 | 203 590 – 209 000        | Kazahstan, Sibir                       | 1956.             |
| Povolški Nijemci, sovjetski Nijemci        | 3. rujna – 15. listopada 1941., 1945. | 846 340 – 1 209 430      | Kazahstan, Sibir                       | 1980-ih           |
| Karačajevci                                | 6. studenoga 1943.                    | 69.267                   | Kazahstan, Kirgistan                   | 1956.             |
| Kalmici                                    | 28. prosinca – 29. prosinca 1943.     | 93 139                   | Sibir, Kazahstan                       | 1956.             |
| Poljaci                                    | siječanj 1944.                        | 50 000                   | Sjeverna Rusija, Sibir                 | nepoznato         |
| Čečeni                                     | 23. veljače – 29. veljače 1944.       | 387 229                  | Kazahstan, Kirgistan                   | 1956.             |
| Inguši                                     | 23. veljače – 29. veljače 1944.       | 91 250 – 134 000         | Kazahstan, Kirgistan                   | 1956.             |
| Balkarci                                   | 8. ožujka – 9. ožujka 1944.           | 37.713 – 40 900          | Kazahstan, Kirgistan                   | 1956.             |
| Azeri, Kurdi                               | ožujak 1944.                          | 3240                     | Gruzija                                | 1954.             |
| Krimski Tatari                             | 18. svibnja – 20. svibnja 1944.       | 183 155 – 191 044        | Uzbekistan, Kazahstan, Kirgistan       | 1989.             |
| Krimski Grci                               | 27. lipnja 6. – 28. lipnja 1944.      | 15 040                   | Uzbekistan, Kazahstan, Kirgistan       | 1956.             |
| Krimski Armenci                            | 27. lipnja 6. – 28. lipnja 1944.      | 9620                     | Uzbekistan, Kazahstan, Kirgistan       | 1956.             |
| Krimski Bugari                             | 27. lipnja 6. – 28. lipnja 1944.      | 12 420                   | Uzbekistan, Kazahstan, Kirgistan       | 1956.             |
| Mešketski Turci, Kurdi i Hemšili           | 15. studenoga – 26. studenoga 1944.   | 94 955 – 115 000         | Uzbekistan, Kazahstan, Kirgistan       | nikada            |
| Poljaci                                    | 1944. – 1946.                         | 1 517 982                | Poljska                                | –                 |
| Japanci na Sahalinu                        | 1947. – 1949.                         | 278 000                  | Japan                                  | nikada            |
| Azeri                                      | 1948. – 1951.                         | 100 000                  | Azerbajdžan                            | 1954.             |
| Moldavci                                   | 1949.                                 | 36 000                   | Istočni Sibir                          | 1956.             |
| Crnomorski Grci                            | 1949.                                 | 36 000                   | Kazahstan                              | 1956.             |
| Basmači Tadžikistana                       | 1951.                                 | 2795                     | Kazahstan                              | 1956.             |
| Ukupno                                     | 1930. – 1952.                         | 6 079 209 – 6 581 580    |                                        |                   |

### Knjige
- Buckley, Cynthia J.; Ruble, Blair A.; Hofmann, Erin Trouth. 2008. Migration, Homeland, and Belonging in Eurasia. Woodrow Wilson Center Press. ISBN 9780801890758. OCLC 474260740
- Bugai, Nikolaj Feodorovič. 1996. The Deportation of Peoples in: The Soviet Union. Nova Publishers. Commack, New York. ISBN 9781560723714. OCLC 493654789
- Christie, Kenneth; Cribb, Robert. 2003. Historical Injustice and Democratic Transition in Eastern Asia and Northern Europe: Ghosts at the Table of Democracy. Routledge. ISBN 9781135789688
- Čubarov, Aleksandar. 2001. Russia's Bitter Path to Modernity: A History of the Soviet and Post-Soviet Eras. Continuum International Publishing Group. ISBN 9780826413505
- De Boer, S. P.; Driessen, Evert J.; Verhaar, Hendrik L. 1982. Biographical Dictionary of Dissidents in the Soviet Union: 1956 - 1975. BRILL. ISBN 9024725380
- Dowling, Timothy C. 2014. Russia at War: From the Mongol Conquest to Afghanistan, Chechnya, and Beyond. ABC-CLIO. ISBN 9781598849486. OCLC 897907100
- Dundovich, Elena; Gori, Francesca; Guercetti, Emanuela. 2003. Reflections on the Gulag: With a Documentary Index on the Italian Victims of Repression in the USSR, Opseg 37. Feltrinelli Editore. ISBN 9788807990588. OCLC 849009068
- Forczyk, Robert. 2014. Where the Iron Crosses Grow: The Crimea 1941–44. Bloomsbury Publishing. ISBN 9781782009764. OCLC 937640692
- Garrard, John; Healicon, Alison. 1993. World War 2 and the Soviet People: Selected Papers from the Fourth World Congress for Soviet and East European Studies. Springer. ISBN 9781349227969. OCLC 30408834
- Geyer, Michael; Fitzpatrick, Sheila. 2009. Beyond Totalitarianism: Stalinism and Nazism Compared. Cambridge University Press. ISBN 9780521897969
- Glazer, Nathan; Moynihan, Daniel Patrick. 1975. Ethnicity: Theory and Experience, Izd. 109. Harvard University Press
- Hiden, Johan; Salmon, Patrick. 1994. [1991] The Baltic Nations and Europe. Revidirano izdanje. Longman. Harlow, Engleska. ISBN 0-582-25650-X. OCLC 894611646 CS1 održavanje: nepreporučeni parametar - origyear (pomoć)
- Itoh, M. 2010. Japanese War Orphans in Manchuria: Forgotten Victims of World War II. Springer. ISBN 9780230106369
- Marie, Jean-Jacques. 1995. Les peuples déportés d'Union soviétique - Opseg 81 (francuski). Editions Complexe. ISBN 9782870275986. OCLC 797102205
- McColl, R.W.; Robbers, Gerhard. 2005. Encyclopedia of World Geography, Opseg 1 - Facts on File library of world geography. Infobase Publishing. ISBN 9780816072293. OCLC 58431770
- Mukhina, Irina. 2007. The Germans of the Soviet Union. Routledge. ISBN 9781134134021. OCLC 942154307
- Petersen, Roger Dale. 2001. Resistance and rebellion: lessons from Eastern Europe. Cambridge University Press. Cambridge. ISBN 0-521-77000-9. OCLC 56340371
- Pettai, Eva-Clarita; Pettai, Vello. 2014. Transitional and Retrospective Justice in the Baltic States. Cambridge University Press. ISBN 9781107049499. OCLC 897881698
- Piotrowski, Tadeusz. 2004. The Polish Deportees of World War II: Recollections of Removal to the Soviet Union and Dispersal Throughout the World. McFarland. Sjeverna Karolina. ISBN 9780786432585. OCLC 54542904
- Piotrowski, Tadeusz. 2007. Poland's Holocaust: Ethnic Strife, Collaboration With Occupying Forces and Genocide in the Second Republic, 1918-1947. McFarland. Sjeverna Karolina. ISBN 9780786429134. OCLC 37195289
- Pohl, J. Otto. 1999. Ethnic Cleansing in the Ussr, 1937-1949. Greenwood Publishing Group. Westport. ISBN 9780313309212. OCLC 185706053
- Polian, Pavel. 2004. Against Their Will: The History and Geography of Forced Migrations in the USSR. Central European University Press. Budimpešta. ISBN 9789639241688
- Sandole, Dennis J.D.; Byrne, Sean; Sandole-Staroste, Ingrid; Senehi, Jessica. 2008. Handbook of Conflict Analysis and Resolution. Routledge. ISBN 9781134079636. OCLC 191758389
- Schwartz, Michael. 2013. Ethnische "Säuberungen" in der Moderne: Globale Wechselwirkungen nationalistischer und rassistischer Gewaltpolitik im 19. und 20. Jahrhundert (njemački). Walter de Gruyter. ISBN 9783486721423. OCLC 837499520
- Snyder, Timothy. 2007. Sketches from a Secret War: A Polish Artist's Mission to Liberate Soviet Ukraine. Yale University Press. ISBN 9780300125993. OCLC 154689054
- Stan, Lavinia. 2009. Transitional Justice in Eastern Europe and the Former Soviet Union: Reckoning with the Communist Past. Routledge. ISBN 9781135970994
- Ther, Philipp. 2014. The Dark Side of Nation-States: Ethnic Cleansing in Modern Europe - Opseg 19. Berghahn Books. ISBN 9781782383031. OCLC 855043014
- Tishkov, Valery. 2004. Chechnya: Life in a War-Torn Society - Opseg 6. University of California Press. ISBN 9780520930209
- Travis, Hannibal. 2010. Genocide in the Middle East: The Ottoman Empire, Iraq, and Sudan. Carolina Academic Press. ISBN 9781594604362. OCLC 897959409
- Williams, Brian Glyn. 2001. The Crimean Tatars: The Diaspora Experience and the Forging of a Nation - Opseg 2. BRILL. ISBN 9789004121225. OCLC 46835306
- Ziemele, Ineta. 2003. Baltic Yearbook of International Law. Martinus Nijhoff Publishers. ISBN 9789004137462. OCLC 614462004

### Znanstveni radovi i časopisi
- Agtzidis, Vlasis. 1991. The Persecution of Pontic Greeks in the Soviet Union. Journal of Refugee Studies. 4 (4). doi:10.1093/jrs/4.4.372
- Brauer, Birgit. 2002. Chechens and the survival of their cultural identity in exile. Journal of Genocide Research. 4 (3). doi:10.1080/14623520220151970
- Burd, Jeffrey. 2007. The Soviet War against `Fifth Columnists': The Case of Chechnya, 1942—4. Journal of Contemporary History. 42 (2). doi:10.1177/0022009407075545. JSTOR 30036445
- Chetyrova, Lyubov B. 2011. The Idea of Labor Among Deported Kalmyks: Kalmyk Resilience Through Celebration in the Gulag. Mongolian Studies. 33 (1). JSTOR 43194557
- Gelb, Michael. 1995. An Early Soviet Ethnic Deportation: The Far-Eastern Koreans. The Russian Review. 54 (3). doi:10.2307/131438. JSTOR 131438
- Grannesa, Alf. 1991. The Soviet deportation in 1943 of the Karachays: a Turkic Muslim people of North Caucasus. Institute of Muslim Minority Affairs. 12 (1). doi:10.1080/02666959108716187
- Iglicka, Krystyna. 1998. Are They Fellow Countrymen or Not? The Migration of Ethnic Poles from Kazakhstan to Poland. International Migration Review. 32 (4): 995–1014. JSTOR 2547669
- Kaznelson, Michael. 2008. Remembering the Soviet State: Kulak children and dekulakisation. Europe-Asia Studies. 59 (7). doi:10.1080/09668130701607136. JSTOR 20451433
- Klimkova, Oxana. 2007. Special Settlements in Soviet Russia in the 1930s-50s. Kritika: Explorations in Russian and Eurasian History. 8 (1). doi:10.1353/kri.2007.0009
- Kostiainen, Auvo. 1996. Genocide in soviet Karelia: Stalin's terror and the Finns of soviet Karelia. Scandinavian Journal of History. 21 (4). doi:10.1080/03468759608579334CS1 održavanje: ref=harv (link)
- Kreindlera, Isabelle. 1986. The soviet deported nationalities: A summary and an update. Soviet Studies. 38 (3). doi:10.1080/09668138608411648. JSTOR 151700
- Lebedeva, N.S. 2007. The deportation of the polish population to the USSR, 1939–41. 16 (1, 2). Journal of Communist Studies and Transition Politics. doi:10.1080/13523270008415428 journal zahtijeva |journal= (pomoć)CS1 održavanje: ref=harv (link)
- Matley, Ian M. 1979. The Dispersal of the Ingrian Finns. Slavic Review. 38 (1). doi:10.2307/2497223. JSTOR 2497223
- Pohl, Otto J. 1997. Uprooted from the Caucasus. Quadrant. 41 (7–8). ISSN 0033-5002
- Pohl, Michaela. 2002. "It cannot be that our graves will be here": The survival of Chechen and Ingush deportees in Kazakhstan, 1944-1957. Journal of Genocide Research. 4 (3). doi:10.1080/14623520220151989CS1 održavanje: parametar ref identičan predodređenom (link)
- Richardson, Curtis. 2010. Stalinist terror and the Kalmyks' national revival: A cultural and historical perspective. Journal of Genocide Research. 4 (3). doi:10.1080/14623520220152005
- Statiev, Alexander. 2005. Motivations and Goals of Soviet Deportations in the Western Borderlands. Journal of Strategic Studies. 28 (6). doi:10.1080/01402390500441123
- Strods, Heinrihs. 2002. The File on Operation 'Priboi': A Re-Assessment of the Mass Deportations of 1949. Journal of Baltic Studies. 33 (1). doi:10.1080/01629770100000191. JSTOR 43212456
- Ther, Philipp. 1996. The Integration of Expellees in Germany and Poland after World War II: A Historical Reassessment. Slavic Review. 55. doi:10.2307/2501238. JSTOR 2501238CS1 održavanje: ref=harv (link)
- Tolz, Vera. 1993. New Information about the Deportation of Ethnic Groups in the USSR during World War 2. Palgrave Macmillan. doi:10.1007/978-1-349-22796-9_9 journal zahtijeva |journal= (pomoć)
- Vardys, V. Stanley. 1971. The Case of the Crimean Tartars. The Russian Review. 30 (2). doi:10.2307/127890. JSTOR 127890
- Viola, Lynne. 2001. The Other Archipelago: Kulak Deportations to the North in 1930. Slavic Review. 60 (4). doi:10.2307/2697493. JSTOR 2697493
- Werth, Nicolas; Gross, Jan T.; Rendall, Steven. 2010. Cannibal Island: Death in a Siberian Gulag. Human Rights and Crimes Against Humanity. The Slavonic and East European Review. 88 (4). JSTOR 41061936 CS1 održavanje: nepreporučeni parametar - authorlink2 (pomoć)
- Williams, Brian Glyn. 2002. Hidden ethnocide in the Soviet Muslim borderlands: The ethnic cleansing of the Crimean Tatars. Journal of Genocide Research. 4 (3). doi:10.1080/14623520220151952CS1 održavanje: parametar ref identičan predodređenom (link)
- Wimbush, S. Enders; Wixman, Ronald. 1975. The Meskhetian Turks: A New Voice in Soviet Central Asia. Canadian Slavonic Papers / Revue Canadienne des Slavistes. Taylor & Francis. 17 (2/3). JSTOR 40866873

### Ostali izvori
- Barenberg, Alan. 2008. Cannibal Island: Death in a Siberian Gulag. Canadian Slavonic Papers. 50. Inačica izvorne stranice arhivirana 11. veljače 2021. Pristupljeno 7. svibnja 2022.
- Saparov, Arseny. 2003. The alteration of place names and construction of national identity in Soviet Armenia. 44. Cahiers du monde russe. ISSN 1252-6576
- Human Rights Watch. 1991. "Punished Peoples" of the Soviet Union: The Continuing Legacy of Stalin's Deportations (PDF)
- Vijeće Europe (2006) Parliamentary Assembly, Working Papers: Ordinary Session. Strasbourg. ISBN 9789287160270
- Organizacija za ekonomsku suradnju i razvoj (2001) Reviews of National Policies for Education Reviews of National Policies for Education: Latvia 2001. Pariz. ISBN 9789264192478
- Visoki povjerenik za ljudska prava UN-a. 26. kolovoza 2014. Report of the Special Rapporteur on minority issues, Rita Izsák - Addendum - Mission to Ukraine (PDF)

## Vanjske poveznice
- Silvija i Peters Vecrumba (2006) Deportacije Latvijaca u Sovjetskom Savezu
- Silvija i Peters Vecrumba Instrukcije za deportaciju baltičkih državljana. 2006
- Rein Taagepera (1980) Soviet collectivization of Estonian agriculture: The deportation phase. Soviet Studies. 32 (3): 379-397. doi:10.1080/09668138008411308
- Kongresna knjižnica (22. srpnja 2010.) Saznanja iz ruskih arhiva
- Tadeusz Romer (2010.) Poljske žrtve deportacije (poljski)
- Asya Pereltsvaig  (2013.) Staljinove etničke deportacije